# Andersonville (Chicago)
Pour les articles homonymes, voir Andersonville.
Andersonville est un quartier gay de la ville de Chicago en Illinois aux États-Unis. Il est situé dans la partie ouest du secteur communautaire d'Edgewater. Le quartier est habité et fréquenté par la communauté LGBT à l'instar de Boystown, plus au sud.

## Géographie

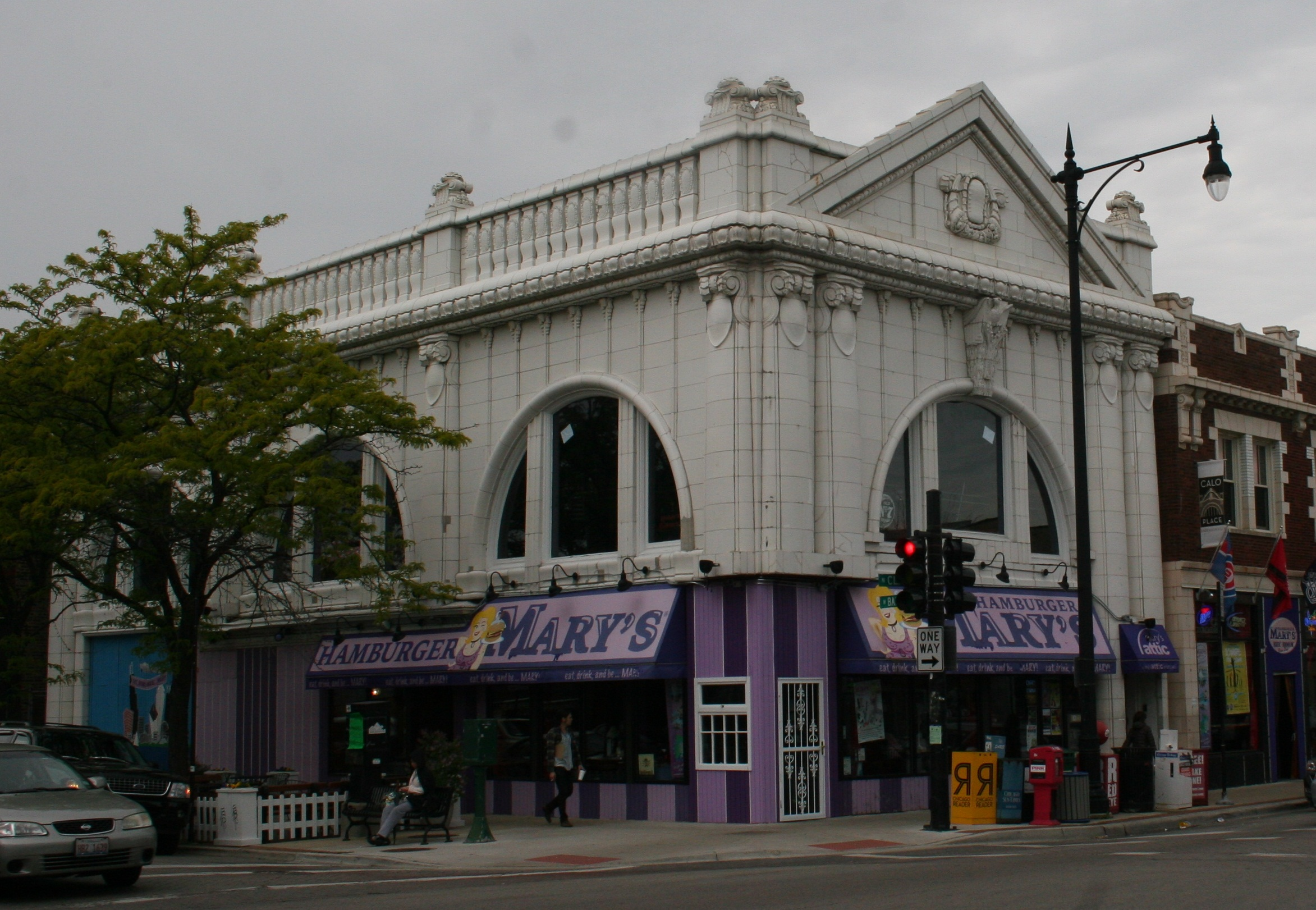
Bâtiment de l'ancienne banque américano-suédoise, devenu restaurant fast-food, à Andersonville.

Les axes qui délimitent le quartier d'Andersonville sont Victoria Avenue au nord, Magnolia Avenue à l'est, Winnemac Avenue au sud, et Ravenswood Avenue à l'ouest. Le cœur du quartier commerçant d'Andersonville est à l'angle de Clark Street et de Berwyn Avenue.

## Urbanisme
La rue la plus commerçante du quartier est Clark Street, qui s'étend du nord au sud. L'avenue Catalpa concentre des commerces tenus par des Latino-Américains.

## Histoire

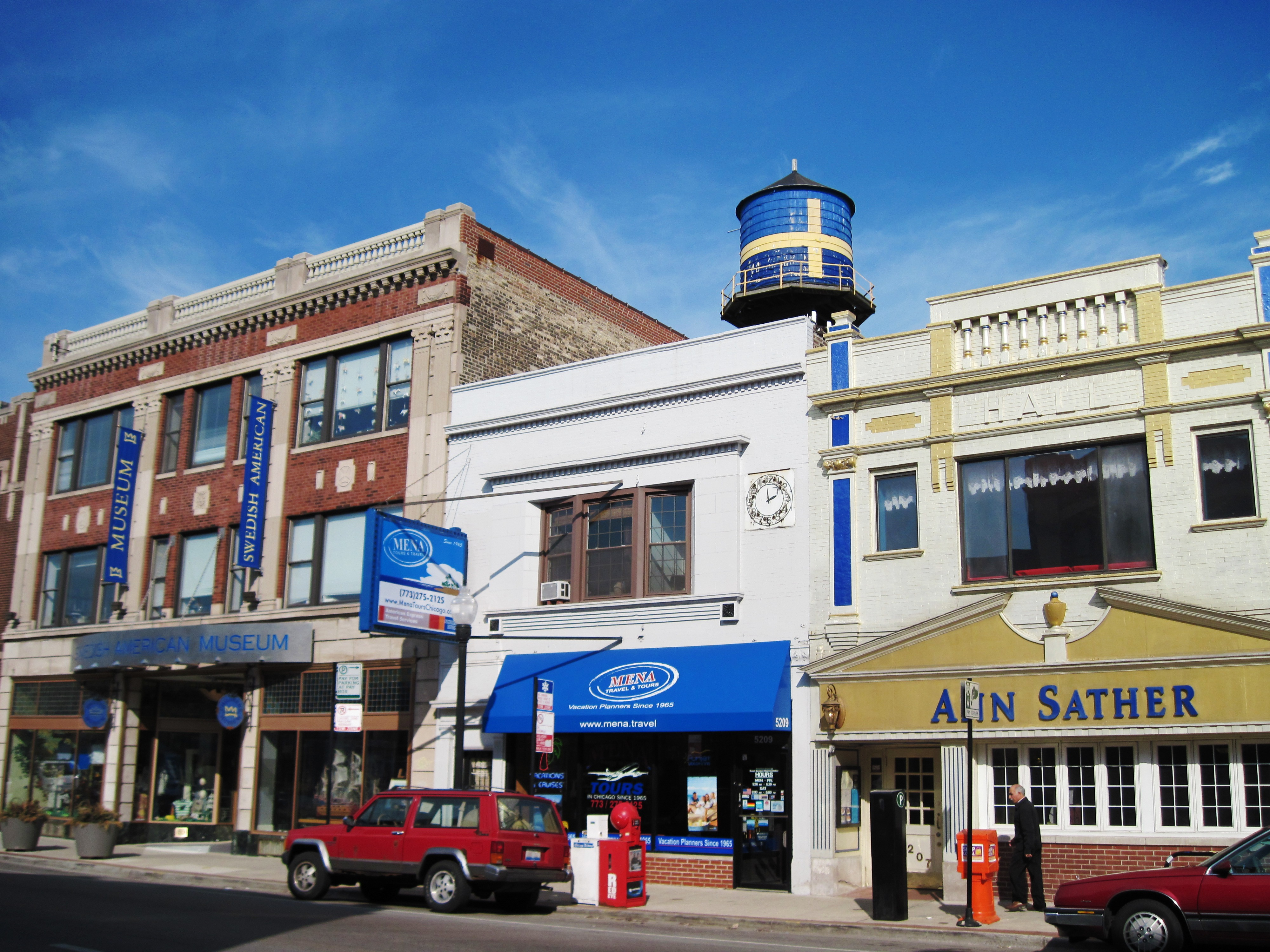
Rue d'Andersonville avec le Swedish American Museum.

Autrefois Andersonville était un quartier résidentiel paisible où vivaient des familles d'origine suédoise issues des classes populaires. Le quartier fut construit dans les années 1870 par les immigrés suédois, dans les faubourgs de la ville et ce qui était une grande cerisaie dans les années 1850. En effet après le grand incendie de Chicago de 1871, les maisons en bois ont été interdites à Chicago, et les Suédois qui n'avaient pas les moyens de se faire construire des pavillons en briques ou en pierres se sont installés ici dans ce faubourg qui ne faisait pas encore partie de la ville et dont la première école avait été construite en 1854. À une certaine époque, à la fin du XIXe siècle, il y avait plus de Suédois vivant ici à Chicago que de Suédois vivant à Stockholm. Beaucoup de ces immigrés suédois étaient charpentiers, maçons, manœuvres, ou même pour quelques-uns architectes, et ils ont contribué à la configuration de la ville. Viennent s'ajouter aussi des Irlando-américains. Ils bâtissent plusieurs églises suivant leurs différentes confessions, notamment l'église luthérienne Ebenezer, l'église méthodiste épiscopale Bethany, l'église Sainte-Ita, la First Evangelical Free Church et l'église catholique St. Gregory’s. Le quartier commence à décliner dans les années 1940-1950 avec de moins en moins de Suédois et la fermeture des commerces.
Les lesbiennes animent le quartier, regroupées autour de la librairie féministe Women & Children First à la fin des années 1980. Les faibles loyers attirent les lesbiennes, qui disposent de revenus moindres. Le quartier est alors surnommé Girlstown.
Il est aujourd'hui peuplé de différentes communautés, mais l'empreinte suédoise est encore présente avec le Swedish American Museum (ouvert en 1976), la Swedish Bakery (fameuse boulangerie suédoise à la mode)  et d'autres commerces suédois, comme le bar Simon's Tavern, ancien speakeasy, qui sert des boissons suédoises, comme le glögg, ou le restaurant Svea. Certains descendants de Suédois américains de la troisième ou quatrième génération continuent à venir — ou même à demeurer — dans le quartier de leurs ancêtres. Par la suite, un nombre important de familles venues du Moyen-Orient, du Liban, de Cuba ou de Corée s'y sont installées et y ont ouvert des petits commerces. Ainsi les magasins, petits commerces et restaurants — qui sont nombreux ici — donnent un certain cachet au quartier et une grande diversité. On remarque aussi des lieux très fréquentés comme le Starbucks, des McDonald's, Hair Cuttery, The UPS Store, ou Subway et un nouveau Potbelly Sandwich Shop. Au tourant des années 2010, plusieurs établissements visant la clientèle lesbienne ferment leurs portes.
Le noyau commerçant historique d'Andersonville, qui se trouve sur Clark Street, est inscrit au Registre national des lieux historiques (National Register of Historic Places) en mars 2010. Il jouxte le Lakewood Balmoral Historic District.

## Démographie
En 2000, les couples homosexuels représentent entre 6,6 % et 8,0 % des couples. Les couples gay sont deux ou trois plus nombreux que les couples de lesbiennes à Andersonville, soit 701 couples par rapport à 285 couples respectivement au recensement des États-Unis de 2010.

## Économie
Les établissements commerciaux du quartier demeurent locaux et indépendants de manière prédominante. Le quartier compte plusieurs boulangeries, cafés, restaurants, bars et boutiques de vêtements et accessoires. une partie de l'offre commerciale est vintage. Les établissements typiques et particuliers incluent Alleycat Comics, Andersonville Galleria, Esquire Barber Shop, Hamburger Mary's, Woolly Mammoth, City olive, Vincent et BowWow Lounge.

## Culture
Le Swedish American Museum présente l'histoire des Suédois dans la région depuis 1976. La Simon's Tavern et Svea offrent des menues de cuisine suédoise. La librarie Gerber/Hart est le plus grand centre d'archives gaies du Midwest américain. La galerie d'art Las Manos esxiste depuis 1994. Plusieurs établissements présentent des pièces de théàtre ou des spectacles, notamment le Quest Theatre Ensemble au Blue Theatre, le Neo-Futuarium et le pH Comedy Theater, 

## Société
La population locale est diversifiée et le quartier est l'un des plus attractifs de Chicago. Le festival Backlot Bash Chicago, qui inclut un Ultimate Lesbian Concert, a lieu à Andersonville. Le Midsommarfest a lieu tous les étés depuis 1965. Il y a aussi un concours Miss Andersonville. La Kathy (Osterman) Beach est très populaire. Congregation Or Chadash, la plus ancienne synagogue LGBT aux États-Unis, est située à Edgewater.